# Estación del Norte (Gijón)
La estación del Norte fue una estación de ferrocarril de RENFE en Gijón, España, inaugurada el 23 de julio de 1874 y clausurada el 29 de enero de 1990, cuando entraron en servicio las estaciones de Gijón-Jovellanos y de Gijón-Cercanías.

## Historia y descripción

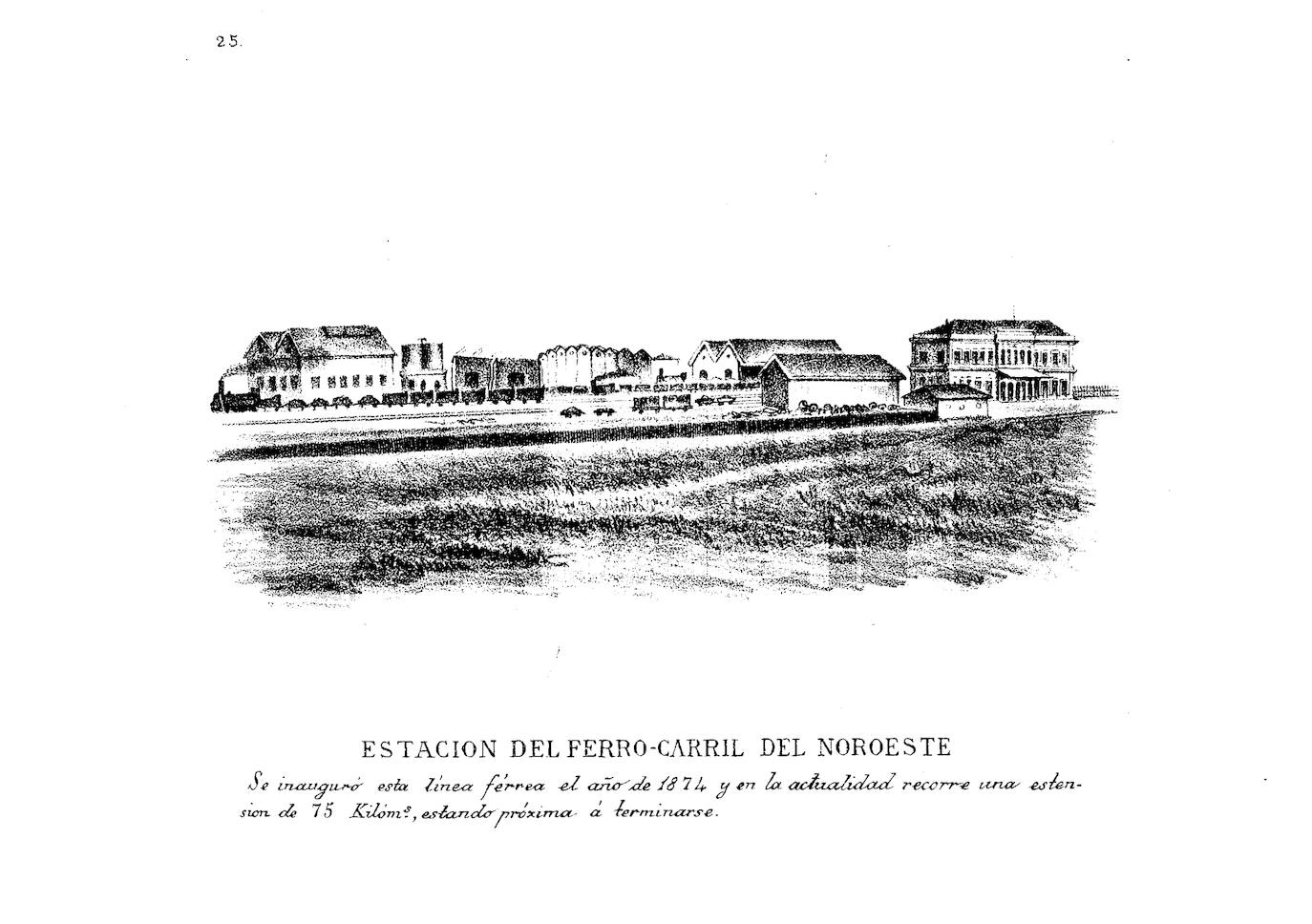
El edificio en 1884.

Pertenecía a la Compañía de los Caminos de Hierro del Norte de España, hasta que esta empresa fue nacionalizada en 1941, quedando integrada en la Red Nacional de los Ferrocarriles Españoles (RENFE).
El edificio, que actualmente acoge la sede del Museo del ferrocarril de Asturias, es obra de Melitón Martín y Arranz y se construyó entre 1872 y 1873 con un coste de 170 millones de reales. El proyecto inicial incluía dos edificios gemelos en paralelo, pero esa segunda instalación para pasajeros nunca se realizó. Prestó servicio de forma ininterrumpida durante 116 años como la principal puerta de entrada de viajeros a Gijón. Su primer convoy ferroviario inauguró el trayecto Pola de Lena-Gijón el 23 de julio de 1874, y el último convoy que salió de la terminal fue el expreso Costa Verde a Madrid, formado por un furgón de Correos y siete coches, el 28 de enero de 1990.